# 구로이시정
구로이시정(黒石町)은 아오모리현 미나미쓰가루군에 있던 정이다.

## 연혁
- 1889년 4월 1일 - 정촌제 시행에 의해 정제를 시행해, 미나미쓰가루군 구로이시정이 성립하였다.
- 1949년 4월 1일 - 미나미쓰가루군 나카고촌의 일부를 편입하였다.
- 1954년 7월 1일 - 미나미쓰가루군 나카고촌, 로쿠고촌, 야마가타촌, 아사세이시촌과 합병해 시제 시행으로 구로이시시가 되었다.

## 지리
- 하천 : 아세이시강

## 출신 유명인
- 가토 우헤노(일본어판) (1862~1929, 귀족원)

## 참고 문헌
- 大日本篤農家名鑑編纂所編『大日本篤農家名鑑』大日本篤農家名鑑編纂所、1910年。
- 『市町村名変遷辞典』東京堂出版、1990年。
- 『東奥年鑑』（東奥日報社）1952年版。